# Nebaj
Nebaj, Santa María Nebaj – miasto w Gwatemali, w departamencie Quiché, leżące w odległości około 80 km na północ od stolicy departamentu Santa Cruz del Quiché, w górach Sierra Madre de Chiapas. Według szacunków z 2012 roku miejscowość zamieszkiwało 42 382 mieszkańców. Przemysł spożywczy, włókienniczy.
Jest siedzibą władz gminy o tej samej nazwie, która w 2012 roku liczyła 85 271 mieszkańców. Gmina jest średniej wielkości, a jej powierzchnia obejmuje 608 km².